# John McGowan
John McGowan (1894-1977) fue un libretista, director y productor estadounidense, mayormente conocido por colaborar junto a Guy Bolton en el musical de 1930 Girl Crazy con música de George Gershwin y letras de Ira Gershwin.
Otras obras representativas en las que trabajó son Say When y Pardon My English.